# 불가리아의 유럽 발전을 위한 시민
불가리아의 유럽 발전을 위한 시민(불가리아어: Граждани за европейско развитие на България, Graždani za evropejsko razvitie na Bǎlgarija), 약칭 게르브(ГЕРБ, GERB)는 2006년 불가리아에서 만들어진 보수주의 정당이다. 현재 지도자는 보이코 보리소프이며, 불가리아 총리를 역임한 인물이다.